# Christine Elise
Christine Elise McCarthy (Boston, 12 februari 1965) is een Amerikaans actrice.

## Persoonlijk
Elise werd geboren als dochter van kunstenaars. Ze behaalde in 1983 haar schooldiploma aan de prestigieuze Boston Latin School. Ze maakte haar filmdebuut in 1990 met een hoofdrol in Child's Play 2. Ze wordt wellicht het best herinnerd door haar rol van Emily Valentine in Beverly Hills, 90210, die ze van 1991 tot en met 1994 speelde. Daarna was ze in het seizoen 1995–1996 te zien als Harper Tracy in ER. Later speelde ze tegenover Viggo Mortensen in Vanishing Point (1997).
Meer recentelijk speelde Elise voornamelijk gastrollen in televisieseries, waaronder Strong Medicine, Judging Amy, JAG, Law & Order: Special Victims Unit, Charmed, Cold Case en Saving Grace. Ook was ze te zien in verschillende B-films.
In 2008 begon Elise een carrière in de fotografie.